# Đường sắt Bắc Hồng – Văn Điển

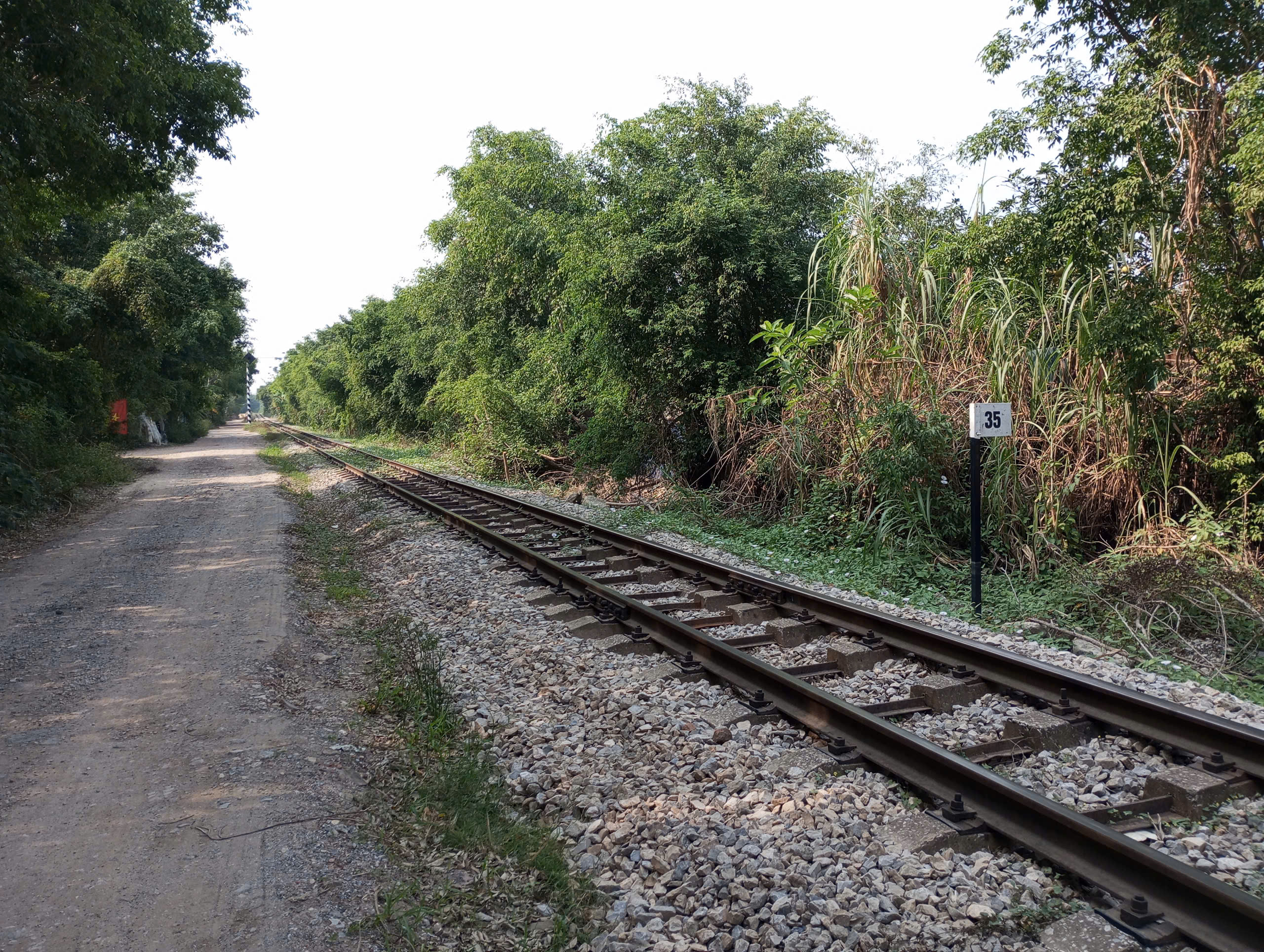
Mốc Km35 Đường sắt Bắc Hồng-Văn Điển thuộc xã Tả Thanh Oai, huyện Thanh Trì

Đường sắt Bắc Hồng – Văn Điển là một tuyến đường sắt thuộc ngành đường sắt Việt Nam được xây dựng từ năm 1982 nằm vừa trong và vừa ngoài phạm vi nội thành Hà Nội. Tuyến này có điểm đầu tách ra từ đường sắt Bắc Nam, cách ga Văn Điển 300m về phía nam tạo thành một nhánh rẽ lên phía Hà Đông, và điểm cuối nhập vào tuyến đường sắt Hà Nội – Lào Cai tại ga Bắc Hồng, được khai thác để vận chuyển hàng hóa từ Yên Viên và các tỉnh vùng núi phía tây về Giáp Bát và ngược lại, tránh không phải đi qua trung tâm thành phố. Nó chạy qua các huyện, quận của Hà Nội như: Thanh Trì, Hà Đông, Hoài Đức, Nam Từ Liêm, Bắc Từ Liêm, Đông Anh và cắt qua các tuyến đường, tuyến phố: Quỳnh Đô, Vĩnh Quỳnh, Tả Thanh Oai (huyện Thanh Trì), Lê Xuân Điệp, Ba La (Quốc lộ 21B), Quang Trung (Quốc lộ 6), sau đó giao cắt vượt mức với đường Tố Hữu kéo dài , rồi chạy qua ĐT72 , Lê Trọng Tấn (quận Hà Đông), ĐT72, Lê Trọng Tấn (huyện Hoài Đức), Do Nha, Miêu Nha (ĐT70A), Phương Canh (quận Nam Từ Liêm), Cầu Diễn (Quốc lộ 32), K1 Cầu Diễn, K3 Cầu Diễn (Phan Bá Vành), Cổ Nhuế (quận Bắc Từ Liêm) , sau đó chạy song song với đường Phạm Văn Đồng, qua cầu Thăng Long, cắt Quốc lộ 23, Nam Hồng (huyện Đông Anh).
Toàn tuyến có chiều dài 39.2 km, có 5 ga gồm:
- Ga Văn Điển :  Km 8+930 với lý trình tuyến đường sắt Bắc Nam

- Ga Hà Đông :  Km 28+772

- Ga Phú Diễn :  Km 15+050

- Ga Kim Nỗ  :  Km 3+923

- Ga Bắc Hồng : Km 26+870 với lý trình tuyến đường sắt Hà Nội – Lào Cai, điểm xuất phát ở Km 28+437 (Tằng My)

Tất cả các ga trên đều được quản lý bởi Chi nhánh khai thác đường sắt Hà Nội.